# Volcan Colorado
Pour les articles homonymes, voir Colorado (homonymie).
Le Colorado est un volcan du Chili proche du Sairecabur, du Tocorpuri et du Putana. Il culmine à 5 748 mètres d'altitude et se situe sur la commune de San Pedro de Atacama.